# Мирабад (Западный Азербайджан)
Мираба́д (перс. میرآباد‎) — небольшой город на северо-западе Ирана, в провинции Западный Азербайджан. Входит в состав шахрестана Сердешт.

## География
Город находится в юго-западной части Западного Азербайджана, к западу от реки Малый Заб, на расстоянии приблизительно 125 километров к юго-юго-востоку (SSE) от Урмии, административного центра провинции и на расстоянии 525 километров к западу-северо-западу (WNW) от Тегерана, столицы страны. Абсолютная высота — 1268 метров над уровнем моря. Ближайший аэропорт расположен в городе Пираншехр.

## Население
По данным переписи 2006 года численность населения составляла 4 502 человек.